# Lac Grebe
Pour les articles homonymes, voir Grebe.
Le lac Grebe est un lac naturel situé dans le parc national de Yellowstone au Wyoming aux États-Unis. D'une superficide de 0,59 km2, il est la source de la rivière Gibbon.
Son nom lui a été donné par J. P. Iddings, un géologue des études géologiques d'Arnold Hague.
Connu pour sa population d'ombres arctiques, des opérations de conservation et de restauration ont lieu. La pêche y est réglementée.